# Richard Huckle
Richard Huckle   (Ashford, 14 de maig de 1986 - HM Prison Full Sutton, 13 d'octubre de 2019) va ser un delinqüent sexual en sèrie britànic condemnat; el van trobar mort a la seva cel·la a l'HM Prison Full Sutton de Yorkshire el matí del dilluns 14 d'octubre de 2019. Informes  indiquen que va morir apunyalat. Va ser arrestat per l'Agència Nacional del Crim de Gran Bretanya després d'un avís de la policia australiana i condemnat per 71 càrrecs d'agressions sexuals greus contra nens mentre es feia passar per professor d'anglès, fotògraf i cristià devot a Malàisia.
Huckle ha estat descrit com un dels pitjors pedòfils del Regne Unit, col·locant-lo al costat de Robert Black, Sidney Cooke, Ian Watkins i Jimmy Savile, tot i que només tenia 28 anys en el moment de la seva detenció. El 6 de juny de 2016, va rebre 22 cadenes perpètues amb una pena mínima de presó de 25 anys abans de ser elegible per sol·licitar la llibertat condicional.

### Detenció inicial
El 19 de desembre de 2014, Huckle va ser arrestat per agents de l'Agència Nacional del Crim de Gran Bretanya a l'aeroport de Gatwick de Londres i interrogat sota sospita d'una sèrie de delictes greus contra nens. La seva detenció es va produir després d'un avís anterior de la Task Force Argos, una branca altament especialitzada del Servei de Policia de Queensland (Austràlia) responsable de la investigació de l'explotació i els abusos infantils en línia. Huckle inicialment es va negar a respondre les preguntes dels agents i va ser posat en llibertat amb la condició que es quedés a casa dels seus pares, mentre li van confiscar la càmera, el portàtil i els discs durs de l'ordinador.

### Antecedents de la detenció
Els agents de policia del Task Force Argos eren conscients d'una xarxa de pedòfils anomenada The Love Zone (TLZ) que operava des de feia temps al web fosc. Es van adonar d'un membre que sempre feia publicacions utilitzant la salutació inusual "hiyas" i tenia una piga distintiva a un dels seus dits. Els agents van explorar Internet i les xarxes socials, i finalment van trobar una pàgina de Facebook que coincidia amb el perfil de la persona que buscaven, inclosa la salutació i la piga. El perfil era fals, però les fotos d'un vehicle van portar la policia a Shannon McCoole, una   treballadora d'Adelaide. Es va emetre una ordre de detenció de McCoole. En entrar a casa seva, la policia va descobrir que McCoole, que va ser condemnat posteriorment a 35 anys de presó, estava en línia i tenia el seu lloc web fosc en aquell moment.
La policia va assumir la identitat de McCoole i va dirigir el seu lloc, que des de llavors ha estat tancat, en un moviment inusual per atrapar altres pedòfils. En gestionar el lloc, la policia va rescatar 85 nens dels abusos continuats i va arrestar centenars de pedòfils. Un membre que va destacar va ser Huckle, pel nombre de nens dels quals havia abusat i per l'actitud dels seus missatges. Després de descobrir la seva veritable identitat i explorar Internet obert, van descobrir que havia de tornar al Regne Unit en breu per passar el Nadal amb la seva família i de seguida van avisar la National Crime Agency, que el va detenir quan va arribar al Regne Unit.

### Confessió familiar i nova detenció
A Huckle se li va concedir la llibertat sota la condició que visqués al domicili dels seus pares mentre les investigacions estaven en curs. Huckle no tenia antecedents penals i no ocupava càrrecs de responsabilitat respecte a menors. La policia, per tant, després d'entrevistar-lo, el va deixar en llibertat temporal, ja que trigaria temps a analitzar i recuperar proves dels equips informàtics confiscats. A la seva primera entrevista policial, Huckle no va fer cap comentari.
L'endemà, quan estava en llibertat sota fiança, Huckle va admetre borratxo a la seva mare que havia violat nens de tres a tretze anys, moment en què els seus pares es van negar a permetre que es quedés a la casa. Es van posar en contacte amb la policia i els van demanar que el detinguessin. Va tornar sota custòdia policial.

### Prevenció i judici
Després de sortir de la casa dels seus pares, Huckle va ser arrestat de nou i acusat de 91 càrrecs, inclosos la creació i tinença de pornografia infantil, la violació d'un nen menor de 12 anys, la penetració amb els dits, l'abús infantil i la facilitació de la comissió de delictes sexuals infantils mitjançant la creació de un manual de pedòfils. La policia li va denegar la llibertat sota fiança i el va remetre al tribunal on també es va denegar la seva última sol·licitud de fiança, Huckle ara estava sota custòdia a la presó, inicialment a HMP Lewes, i a causa de la gravetat dels càrrecs va ser traslladat a HMP Belmarsh a Londres en espera de judici.
En una audiència inicial a l'Old Bailey, el gener de 2016, Huckle es va declarar no culpable dels 91 càrrecs, que van trigar més d'una hora a ser llegits al jutjat, i els fiscals van començar a preparar tres judicis separats perquè no creien que un jurat s'haguès de sotmetre a totes les proves gràfiques que es presentessin en un sol judici. A l'abril, durant una audiència preliminar, Huckle es va declarar culpable de 71 dels 91 càrrecs als quals s'enfrontava després d'una sol·licitud especialment inquietant per veure totes les proves contra ell al tribunal. Com a conseqüència de la seva confessió, la fiscalia va decidir no continuar l'enjudiciament contra els 20 càrrecs restants, i va demanar que s'arxivessin, per tal d'estalviar a un jurat l'horror d'haver de veure més imatges gràfiques i vídeos de maltractament infantil. Els 71 càrrecs que Huckle va admetre serien suficients per a una condemna llarga.
Durant les audiències, la magnitud dels crims de Huckle es va fer evident per primera vegada. Els fiscals, encapçalats per Brian O'Neill QC, van mostrar proves d'una llarga sèrie de crims horribles que van començar durant l'any sabàtic d'Huckle el 2006 i van continuar durant vuit o nou anys fins que va ser detingut el 2014. Incloïen la violació de nens de 12 anys, creació, possessió i distribució de pornografia infantil, maltractament infantil, creació d'un manual de pedòfils titulat "Pedofils And Poverty: Child Lover Guide", penetració digital d'un nen menor de 12 anys i recaptar diners per a les seves activitats a través d'un lloc web de crowdfunding. Les seves víctimes oscil·laven entre 6 mesos i 12 anys; un va ser maltractat mentre portava un bolquer, i un altre va ser abusat durant diversos anys entre els 5 i els 12 anys. Huckle pertanyia a un lloc web anomenat The Love Zone al web fosc, només accessible per mitjans anònims. Al lloc, va compartir fotos dels seus crims amb altres membres. Va presumir dels seus crims davant d'altres pedòfils, i va publicar comentaris com "Agafeu el premi, una nena de tres anys tan lleial a mi com el meu gos i a ningú semblava importar-li" i "els nens empobrits són definitivament molt més fàcils de seduir que els nens de classe mitjana". En total, els fiscals van revelar 29 víctimes i més de 20.000 fotos, però creuen que podria haver-hi fins a 200 víctimes a tot el sud-est asiàtic i milers de fotos més a les zones xifrades de l'ordinador portàtil d'Huckle, a les quals les autoritats fins ara no han pogut accedir.
Les audiències van revelar algunes de les estratagemes que va utilitzar Huckle per aconseguir víctimes, com ara portar els nens a les excursions d'un dia dels orfenats i acompanyar-los a casa des de la seva pròpia festa d'aniversari. Huckle fins i tot havia parlat de casar-se amb una de les seves joves víctimes perquè pogués establir una casa d'acollida i abusar d'"un cicle de nens" que passarien per casa seva i convertirien la pedofília en una feina a temps complet. Huckle també va crear un registre dels seus abusos, on va anotar l'escala d'abús que cada víctima va patir. Va ser a partir d'aquest llibre major que es va obtenir el nombre estimat de 200 nens abusats, tot i que fins ara les autoritats només han descobert proves fotogràfiques de l'abús de 29 nens perquè Huckle es va negar a donar als agents les contrasenyes de les àrees encriptades del seu discs durs.

### Jurisdicció extraterritorial
Huckle va ser processat en virtut de la Secció 72 de la Sexual Offenses Act de 2003, que permet als ciutadans britànics ser jutjats i condemnats al Regne Unit per delictes sexuals infantils comesos a l'estranger en un esforç per prevenir l'abús sexual infantil, una estratagema coneguda com a jurisdicció extraterritorial i un moviment ben rebut per les organitzacions benèfiques de protecció de la infància.
Es tracta d'una secció poc utilitzada de la Llei: tot i que no es manté cap recompte oficial, es creu que Huckle és només la setena persona processada en virtut de la mesura i que els seus delictes són els més greus que s'han processat.

## Sentència
L'audiència de sentència de Huckle va començar a Old Bailey l'1 de juny de 2016 i va durar fins al 3 de juny de 2016, i la sentència es va dictar el 6 de juny de 2016. Al començament de la vista, el jutge va declarar que Huckle romandria a la presó molt de temps, ja que es plantejava múltiples cadenes perpètues per la gravetat dels delictes comesos.

Durant l'audiència de sentència, l'advocat de Huckle, Philip Sapsford QC, va llegir una declaració de Huckle on va culpar els seus crims a la seva immaduresa: 
Realment entenc i reconec la veritable escala del dany que vaig causar a la comunitat de Malàisia. Tenia l'esperança d'escapar d'aquesta vida mundana de solitud al Regne Unit, però em vaig sentir aclaparat per l'atenció que vaig rebre a Malàisia. Vaig jutjar completament malament els afectes que vaig rebre d'aquests nens. La meva baixa autoestima i la meva manca de confiança amb les dones no van ser excuses per utilitzar aquests nens com a sortida. Estic obert i amb ganes de recuperar-me d'aquest comportament ofensiu. No vull convertir-me en un màrtir del turisme sexual a Malàisia. Això va ser tot el que vaig fer com a conseqüència de la meva immaduresa i tinc molts remordiments.  
Sapsford va continuar demanant al jutge que tingués en compte la jove edat del seu client, les seves reclamacions de remordiment i el fet que no té condemnes anteriors. També va citar un informe psiquiàtric que deia que Huckle tenia una experiència sexual limitada amb dones i que patia depressió quan era adolescent. També va afirmar que, malgrat les circumstàncies atenuants, aquest és el cas més extens de delictes sexuals infantils en què ha estat involucrat mai.
També s'ha constatat durant la vista, en un comunicat fet per la fiscalia, com només es van demanar condemnes per delictes pels quals hi havia proves fotogràfiques completes. Es va observar com el llibre major d'Huckle contenia detalls de 200 nens que havien estat abusats però que no han pogut accedir a determinades seccions xifrades del seu disc dur per obtenir proves.

A l'Old Bailey el 6 de juny de 2016, el jutge Peter Rook QC va condemnar Huckle a Presó perpètua per 22 càrrecs amb una pena mínima de presó de 25 anys abans de poder sol·licitar la llibertat condicional. El primer serà elegible per a la llibertat condicional l'any 2041, assumint un bon comportament i la creença de la Junta de Parole d'Anglaterra i Gal·les que ja no suposa un risc per als nens o el públic en aquell moment. Tanmateix, podria ser el primer elegible per a la llibertat condicional el 2040 si es té en compte el temps de presó preventiva mentre s'espera el judici. Abans de dictar la sentència, el jutge va declarar que Huckle va dur a terme una campanya de violació i va ser impulsat per la seva pròpia gratificació sexual: 
T'has declarat culpable de fins a 71 delictes sexuals. De fet, és molt rar que un jutge hagi de condemnar un delicte sexual per part d'una persona d'una escala com aquesta. Des del meu punt de vista, és possible que hi hagi sentiments de penediment, però no hi ha cap sentiment de remordiment genuí en aquest cas.  
Huckle es va quedar en pregària mentre era condemnat. Quan el feien baixar, una dona a la galeria pública va cridar: "1.000 morts són massa bo per a tu".

## Conseqüències i crítiques
L'Agència Nacional del Crim va rebre crítiques del govern de Malàisia, així com d'una sèrie d'entitats benèfiques de protecció de la infància a Malàisia, per la seva gestió del cas. Oficials de l'NCA van viatjar a Malàisia per involucrar a organitzacions benèfiques locals, que van realitzar tallers de protecció infantil a la comunitat on vivia Huckle, però es van mantenir a les fosques sobre la gravetat dels seus crims. El govern de Malàisia va declarar que li agradaria més detalls sobre les víctimes per poder oferir assessorament. El 4 de juny de 2016, el fiscal general de Malàisia, Tan Sri Mohamed Apandi Ali, va declarar que estava en procés de contactar amb el seu homòleg al Regne Unit i amb l'Alt Comissionat britànic a Kuala Lumpur, per tal d'obtenir informació sobre el cas, que ajudaria a la seva investigació sobre els crims i als seus esforços per ajudar les víctimes d'Huckle.
L'Agència Nacional del Crim va respondre als comentaris de les autoritats de Malàisia, afirmant que van revelar prou detalls per poder ajudar les organitzacions benèfiques, però que no van poder proporcionar tots els detalls fins que es va completar el processament. Per la mateixa raó, es van establir severes restriccions als mitjans, que van impedir que ningú informés de la història fins que el govern britànic hagués pres mesures per assegurar-se que tot el material d'Huckle s'hagués retirat i que s'haguessin pres mesures per protegir les seves víctimes d'altres depredadors. El 6 de juny de 2016, però, l'Agència Nacional contra la Delinqüència es va referir a la Comissió Independent de Queixes de la Policia, a causa del fet que eren conscients de l'assistència continuada d'Huckle a dues esglésies del Regne Unit fins al moment de la seva nova detenció el gener de 2015, però no es van contactar amb ells fins que ja havia començat la sentència. L'IPCC examinarà si l'NCA havia actuat adequadament i si s'hauria pogut fer més per determinar si Huckle va abusar d'algun nen al Regne Unit a través de la seva relació amb les esglésies.

El British Council va emetre un comunicat dient que havien revisat els seus tractes amb Huckle:
Richard Huckle va completar el 2008 un curs CELTA (Certificate in English Language Teaching to Adults) que ofereix formació a persones per ensenyar a estudiants adults. Després del curs, no tenim cap registre que indiqui que mai va estar contractat com a professor a Malàisia amb nosaltres, ja sigui per a estudiants adults o nens. 
Després de conèixer la gravetat dels crims de Huckle, el govern de Malàisia va establir una línia telefònica perquè la gent pogués trucar si tenien informació sobre Huckle o si van patir maltractaments.

Després del descobriment dels crims de Huckle, el govern de Malàisia va ser criticat per les organitzacions benèfiques de protecció infantil per la seva manca de lleis contra l'abús infantil i la pornografia infantil. James Nayagam, president de Suriana Welfare Society for Children, va ser especialment crític amb la naturalesa relaxada del seu govern a l'hora de fer front a aquests crims: 
Malàisia hauria de convertir la pornografia infantil i l'abús sexual infantil en un delicte greu amb greus penes. També hauríem d'emetre una advertència severa a l'hora d'entrar al país sobre la nostra posició ferma. Huckle se'n va sortir amb la seva. Sabia l'ambient relaxat d'aquest país. Els asiàtics caiem de cap amb els estrangers. Va fer caure gent al seu parany. Però independentment d'on vingui la gent, hem de tenir aquest control i equilibri.  
En l'article, Nayagam va continuar assenyalant que l'article 292 del Codi Penal només tracta la venda i distribució de material obscè.
Tot i que els mitjans del Regne Unit van donar suport en gran manera a la sentència de Huckle, la premsa de Malàisia va afirmar àmpliament que el càstig no era prou sever, amb declaracions com "amb mil anys no n'hi ha prou", "Estem horroritzats que el demoni sexual [Huckle] tindrà dret a comparèixer davant una junta de llibertat condicional després de 23 anys", i "aquest monstre podria sortir en 24 anys".

## Mort
El van trobar mort a la seva cel·la a l'HMP Full Sutton de Yorkshire el matí del dilluns 14 d'octubre de 2019. Informes indiquen que va morir estrangulat i apunyalat. Un any després de la seva mort es van revelar detalls que impliquen que va ser torturat al punt d'inserir-li una fulla lligada a un boligraf pel nas, travessant el cervell, la seva mandíbula va ser trencada durant l'atac i també va ser violat amb el mànec d'una cullera,Paul Fitzgerald va declarar que va ser un acte de justícia poètica pels seus abusos a menors.